# تشينو ميراندا
جيسوس ألبرتو ميراندا بيريز (من مواليد 15 نوفمبر 1984 ، في لاغويرا ) ، المعروف باسم تشينو ميراندا (Chyno Miranda) ، تشينو ، أو إل تشينو ، هو مغني فنزويلي وهو جزء من الثنائي الموسيقي تشينو و ناتشو ، بالتعاون مع ميغيل ميندوزا (المعروف باسم ناتشو ).  
(للحصول على ديسكغرفي كجزء من تشينو و ناتشو ، انظر Chino &amp; Nacho discography )
- 2017: "Quédate Conmigo" (الفذ. ويسين وغينتي دي زونا )
- 2017: "Tú me Elevas"
- 2017: "Hasta el Ombligo" (مع زايون و لينوكس )
- 2018: "Sin Trucos de Belleza" (مع نيوترو شورتي و جون
- 2018: "Me Provoca"
- 2018: "El Peor" (مع جي بالفين )

## روابط خارجية
- الموقع الرسمي